# Hegau-Tower

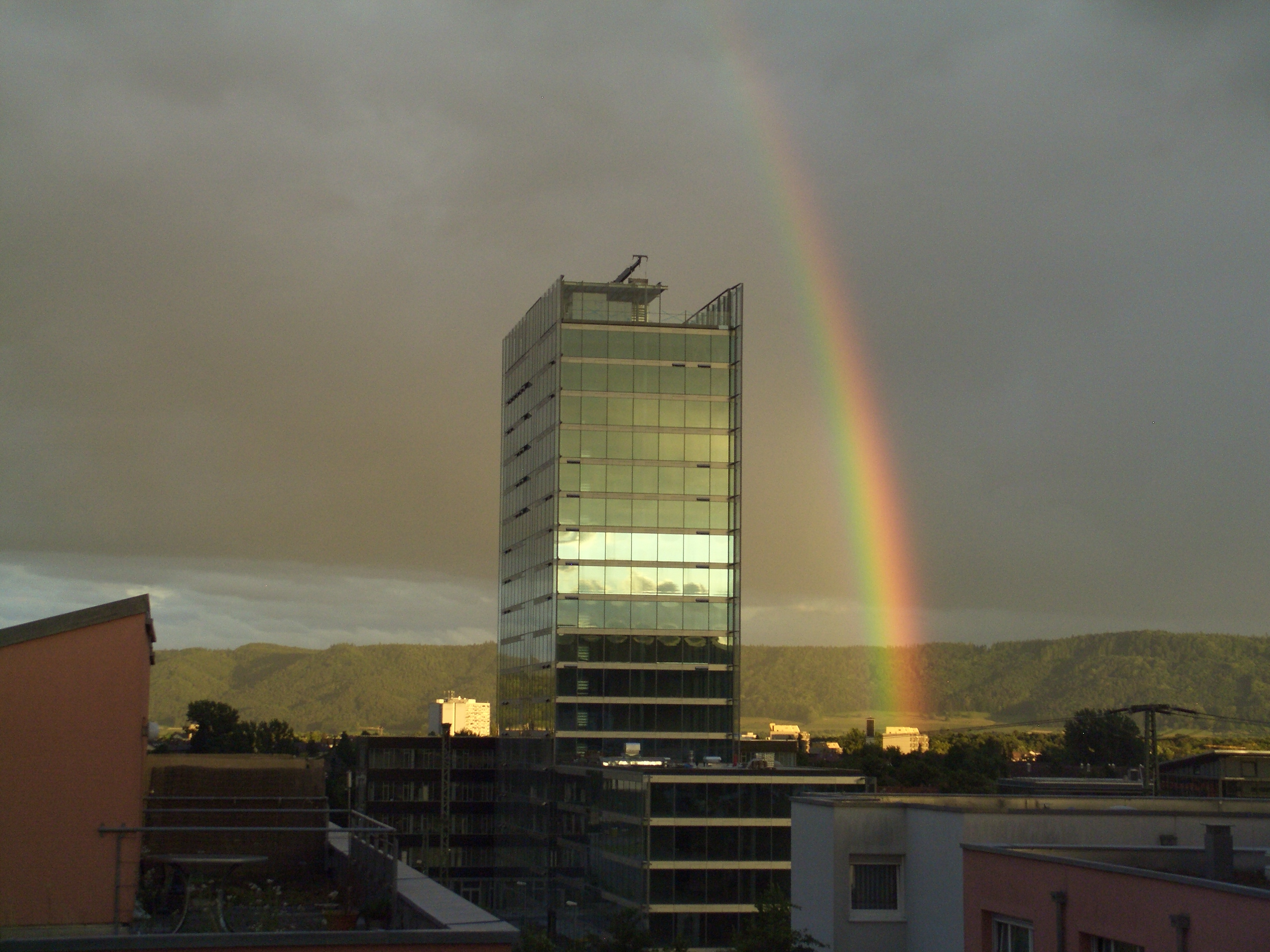
Hegau-Tower am 8. Juli 2008

Der Hegau-Tower ist ein von Helmut Jahn entworfenes Hochhaus aus Beton, Stahl und Glas in Singen (Hohentwiel), das im Oktober 2008 nach zweijähriger Bauzeit eingeweiht wurde. Das Gebäude wird von einem Hotel und für Büros genutzt.
Es ist 67,5 Meter hoch und hat 18 Stockwerke bei einer Bürofläche von 14.500 Quadratmetern. Die Etagenfläche liegt bei 638,6 Quadratmeter im Hochhaus sowie bei 778,6 Quadratmetern im Flachbau.
Die Baukosten lagen bei 30 Millionen Euro.
Der Hegau-Tower ist damit derzeit das höchste Bauwerk der Stadt.